# یاکوب کرونر
یاکوب کرونر (انگلیسی: Jakub Kroner; ۱۹۸۷ (۳۷–۳۸ سال) – ) بازیگر و کارگردان فیلم اهل کشور اسلواکی است. وی از سال ۱۹۹۷ میلادی تاکنون مشغول فعالیت بوده‌است.